# НК-39
НК-39 (11Д113) — жидкостный ракетный двигатель, разработан для использования в блоке «В» ракеты-носителя H1-Л3 (III ступень). Дата первого испытания — октябрь 1970 г. Дата Госиспытания — ноябрь 1973 г.
Двигатель имеет выносные лопаточные преднасосы с питанием от гидротурбины, позволяющие работать при низких входных давлениях компонентов топлива. Они обеспечивают уменьшение веса и количества внешних трубопроводов. Процессы запуска и останова аналогичны НК-33 и НК-43.
НК-39 отличается от своего прототипа НК-9 упрощённой пневмогидравлической схемой, усовершенствованными элементами автоматики и улучшенными агрегатами ТНА и камеры сгорания.
Надёжность НК-39 проверена при повышенных характеристиках: тяги (до 45,5 тс), ресурса (до 4000 с), числа включений (до 12), отклонения соотношения компонентов топлива (до 18 %).
Ни прототип, ни двигатели НК-39 реального применения в эксплуатируемых РН пока не получили.
Планируется использование двигателей для швейцарского многоразового суборбитального челнока SOAR компании Swiss Space Systems Holding SA после доработки НК-39 для приведения в соответствие поставленной задаче.
В июне 2015 года ОАО «Кузнецов» и Swiss Space Systems Holding SA (S3) подписали контракт об изучении возможности обеспечения SOAR двигателями НК-39 и НК-39К, включая дефектацию двигателей из сохранившегося запаса.
На хранении в СНТК находятся 10 двигателей НК-39.
Схема двигателя — замкнутая, с дожиганием.
Суммарный расход компонентов топлива — 116,1 кг/с
Скорость вращения ротора ТНА — 22000 об./мин.
Геометрическая степень расширения сопла — 114,0
ЖРД НК-39К — это двигатель многоразового запуска и многократного применения разработан для первых ступеней ракет-носителей.
Дифференциальные расходные клапаны срабатывают автоматически при заданном перепаде давлений компонентов топлива.
Двигатели НК-39 серийного изготовления успешно прошли сертификационные испытания.